# 大野英二
大野 英二（おおの えいじ、1922年10月20日 - 2005年9月6日）は、日本の経済学者、京都大学名誉教授。ドイツの金融資本、資本主義、ナチズムなど社会経済史を専門とする。

## 経歴
愛知県名古屋市生まれ。第八高等学校卒。1945年、京都帝国大学経済学部卒。経済政策論、比較社会史を専攻。1946年、助手。1950年、京都大学経済学部助教授。1966年、教授。1961年、「ドイツ金融資本成立史論」で京都大学より経済学博士を取得。1986年、定年退官、名誉教授、中部大学国際関係学部教授（～1995年）。

## 著書
- 『ドイツ金融資本成立史論』有斐閣 1956
- 『ドイツ資本主義論』未来社 1965
- 『現代ドイツ社会史研究序説』岩波書店 1982
- 『ナチズムと「ユダヤ人問題」』リブロポート 1988
- 『ドイツ問題と民族問題』未来社 1994
- 『ナチ親衛隊知識人の肖像』未來社 2001
- 『比較社会史への道』未來社 2002

## 翻訳
- ヘルムート・ベーメ『現代ドイツ社会経済史序説』藤本建夫共訳 未来社 1976
- ハンス・ローゼンベルク『ドイツ社会史の諸問題』共訳 未来社 1978
- ハンスーウルリヒ・ヴェーラー『ドイツ帝国1871-1918年』肥前栄一共訳 未来社 1983

## 記念論集
- 『比較社会史の諸問題 大野英二先生還暦記念論文集』川本和良ほか編集 未来社 1984